# Marko Adamović
Marko Adamović (Марко Адамовић; sinh 11 tháng 3 năm 1991 ở Ub) là một tiền vệ bóng đá Serbia thi đấu cho Beroe ở Bulgarian First League.